# Konsument (organisme)
 For alternative betydninger, se Konsument. (Se også artikler, som begynder med Konsument)
I økologiske sammenhænge taler man om konsumenter, som er de organismer, der lever af at æde andre. Det kan være planteædere eller rovdyr. Disse dyregrupper repræsenterer dermed de højere, trofiske niveauer i fødekæderne. Topkonsumenter er de rovdyr som ligger som det sidste led i en fødekæde.
Betegnelsen står over for producent og destruent.